# Северен морски слон
Северният морски слон (Mirounga angustirostris) е вид бозайник от семейство Същински тюлени (Phocidae).

## Разпространение и местообитание
Разпространен е в Канада, Мексико и САЩ.